# Smolna, Helsingfors
Smolna är en byggnad i Helsingfors som utgör regeringens festvåning. Huset är uppfört 1820–1822 i empirstil av arkitekt Carl Ludvig Engel i stadsdelen Gardesstaden på Södra Esplanaden 6. Huset har en skiftande historia som bostad för Generalguvernören för Finland, riksföreståndaren, huvudbyggnad för Kejserliga Alexanders Universitet och även högkvarter för Helsingfors röda garde.

## Historia
Engel planerade huset som divisionskommendantens tjänstebostad. I Storfurstendömet separerades de militära ärendena från de civilrättsliga som hörde till generalguvernören över Finland. I praktiken kom divisionskommendanten att fungera som storfurstendömets militärguvernör. 
Tjänsterummen förlades i den nedre våningen och bostaden i den övre. Engel skapade ett litet, men representativt palats med fasadens joniska pelare och representationsbalkong. Salarna och salongerna placerades i fil så att man via de öppna pardörrarna kunde se genom hela huset. Den första som bodde  i huset var kommendanten Gustaf Adolf Ehrnrooth.
Redan 1828 måste kommendanten flytta ur huset för att ge plats för Åbo Akademi, som flyttades till Helsingfors och fick namnet Kejserliga Alexanders Universitet. När universitets huvudbyggnad var klar 1832 blev utrymmen lediga, men under tiden hade kommendanttjänsten indragits. Borgarskapet föreslog att huset skulle användas som rådhus. Det gamla rådhuset skulle rivas för byggandet av det monumentala Senatstorget. Slutligen stannade man för att göra huset till generalguvernörens bostad och rådhuset flyttade in i det Bockska huset.
Under generalguvernörens tid var huset centrum för stadens societetsliv och standarden höjdes. Under 1860-talet blev huset lyxigare och moderniserades av arkitekt Carl Albert Edelfelt. Under den första förtrycksperioden byggdes ett ortodoxt kapell i huset. Kapellet kallades i folkmun Bobrikovs kyrka.
Vid självständigheten flyttade generalguvernören ut och rödgardisterna i Helsingfors gjorde det till sitt högkvarter. Revolutionsromantikerna tog intryck av revolutionärerna i Ryssland och deras ledningsstab under oktoberrevolutionen och började kalla byggnaden Smolna efter Smolnyjinstitutet, en skola för adelns flickor i huvudstaden Petrograd som bolsjevikerna gjort till sitt högkvarter efter februarirevolutionen. Ordet är ett ryskt ord för bärnsten och användes för en fabrik i närheten.
Tyska maskingevärssoldater drev ut rödgardisterna i april 1918. Den tyska generalmajoren Rüdiger von der Goltz flyttade sitt högkvarter till Smolna efter att ha använt Hotell Kämp. 
Riksföreståndare C.G.E. Mannerheim bodde i Smolna 1918–1919. Finlands regering (kallas i Finland också statsrådet) övertog fastigheten och bland annat utrikesministern använde den som sin bostad. År 1964 omändrades Smolna till statsrådets festvåning för representation, regeringssonderingar, budgetmanglingar och regeringens kvällsskolor. På 1990-talet fick regeringen tillgång till Ständerhuset dit de större tillställningarna då flyttades.